# Dora Sánchez
María Dora «Anahí» Sánchez (Sauce, 27 de agosto de 1949-Buenos Aires, 24 de enero de 2011) fue una maestra y política argentina de la Unión Cívica Radical, que se desempeñó como senadora nacional por la provincia de Corrientes entre 2003 y 2009.

## Biografía
Nacida en Sauce (Corrientes) en 1949, fue maestra normal nacional desde 1967, trabajando en la ciudad de Mercedes. Se desempeñó en el ámbito privado entre 1975 y 1989.
Comenzó su carrera política en 1989 como Secretaria del Concejo Deliberante de Mercedes, hasta 1991 cuando fue elegida concejal en dicha localidad, con mandato hasta 1995. Desde ese año hasta 2003 fue directora de Cultura en la Municipalidad de Mercedes, designada por el entonces intendente Ricardo Colombi.
En 2003 fue elegida senadora nacional por la provincia de Corrientes, con mandato hasta 2009. En ese período fue vocal en las comisiones de Asuntos Administrativos y Municipales; Agricultura, Ganadería y Pesca; Derechos y Garantías; Salud y Deporte; Ambiente y Desarrollo Sustentable; y Coparticipación Federal de Impuestos. En 2008 votó en contra del proyecto de Ley de Retenciones y Creación del Fondo de Redistribución Social y en 2009 votó a favor de la Ley de Servicios de Comunicación Audiovisual.
En 2007 fue convencional en la reforma de la Constitución de la Provincia de Corrientes.
En el ámbito partidario, presidió el Comité de la Unión Cívica Radical de la ciudad de Mercedes entre 1999 y 2001, siendo elegida nuevamente en 2003.
Falleció en enero de 2011 a los 61 años mientras se encontraba internada en el Hospital Británico de Buenos Aires.